# Huangshan
För andra betydelser, se Huangshan (olika betydelser).
Huangshan (kinesiska: 黄山, pinyin: Huángshān, med betydelsen "Gula berget") är en bergskedja i södra Anhui-provinsen i östra Kina. Området är berömt för sina vackra vyer som ligger i besynnerliga former av granittoppar, tallar formade av vädret och moln sedd från ovan. Området har också varma källor och naturbassänger. Huangshan är ett ofta använt motiv i traditionell kinesisk konst och litteratur. Idag är berget ett världsarv och ett populärt besöksmål för turister.

## Historia
Bergskedjan Huangshan omfattar många bergstoppar, 77 av dem når över en höjd på över 1000 m ö.h. De tre högsta topparna är Lotustoppen (Lian Hua Fen, 1864 m ö.h.) och Ljusa spetstoppen (Guang Ming Ding, 1840 m ö.h.) samt Himmelska toppen (Tian Du Feng, 1829 m ö.h.). Världsarvet täcker ett område på 154 km² och en buffertzon på 142 km².
Bergen formades för omkring 100 miljoner år sedan under mesozoikum, när en urtidssjö försvann på grund av en höjning. Senare, under tertiär formades landskapet under påverkan av glaciärer. I många fall formades skogar av stenpelare.
Sedan Qindynastin har Huangshan varit känd som Yishan. Dagens namn fick berget 747 e Kr, när poeten Li Bai använde detta namn i sina texter.

## Flora
Vegetationen i området beror på höjden: Under 1000 m ö.h. finns tropisk skog. Lövfällande skog ligger på 1100 meters höjd upp till trädgränsen vid 1800 meters höjd, ovan det består vegetationen av gräsmark. Området har en varierad flora, en tredjedel av Kinas mossfamiljer och mer än hälften av ormbunksfamiljer finns representerade på berget.
Då bergstopparna ofta är täckta av moln, erbjuder de besökare en möjlighet att se moln från ovan och de intressanta ljuseffekter som följer med det. Molnsjön (på Kinesiska: 雲海, Yunhai) och Buddhas ljus (på Kinesiska: 佛光 Foguang) är ett berömt fenomen som lockar många turister. I snitt syns Buddhas ljus endast ett par gånger i månaden.

## Övrigt
De varma källorna i området ligger vid foten av Violetta molntoppen. Vattnet håller året runt en temperatur på 45 °C. De flesta naturliga bassängerna finns i Songguområdet. Några särskilt välkända vatten i området är Gamla drakens bassäng (Lao Long Tai), Gröna drakens bassäng (Qing Long Tai), Blåa drakens bassäng (Wu Long Tai), Vita drakens bassäng (Bai Long Tai) och Jadedammen.
Mao Feng ("Pälstoppen") är ett berömt grönt te från Huangshanområdet och har fått sitt namn för luddiga bitar av teblad.
Huangshan blev 1990 uppsatt på Unescos Världsarvslista för sin exceptionella naturliga skönhet och för sin roll som habitat för ovanliga och hotade arter.

## Galleri

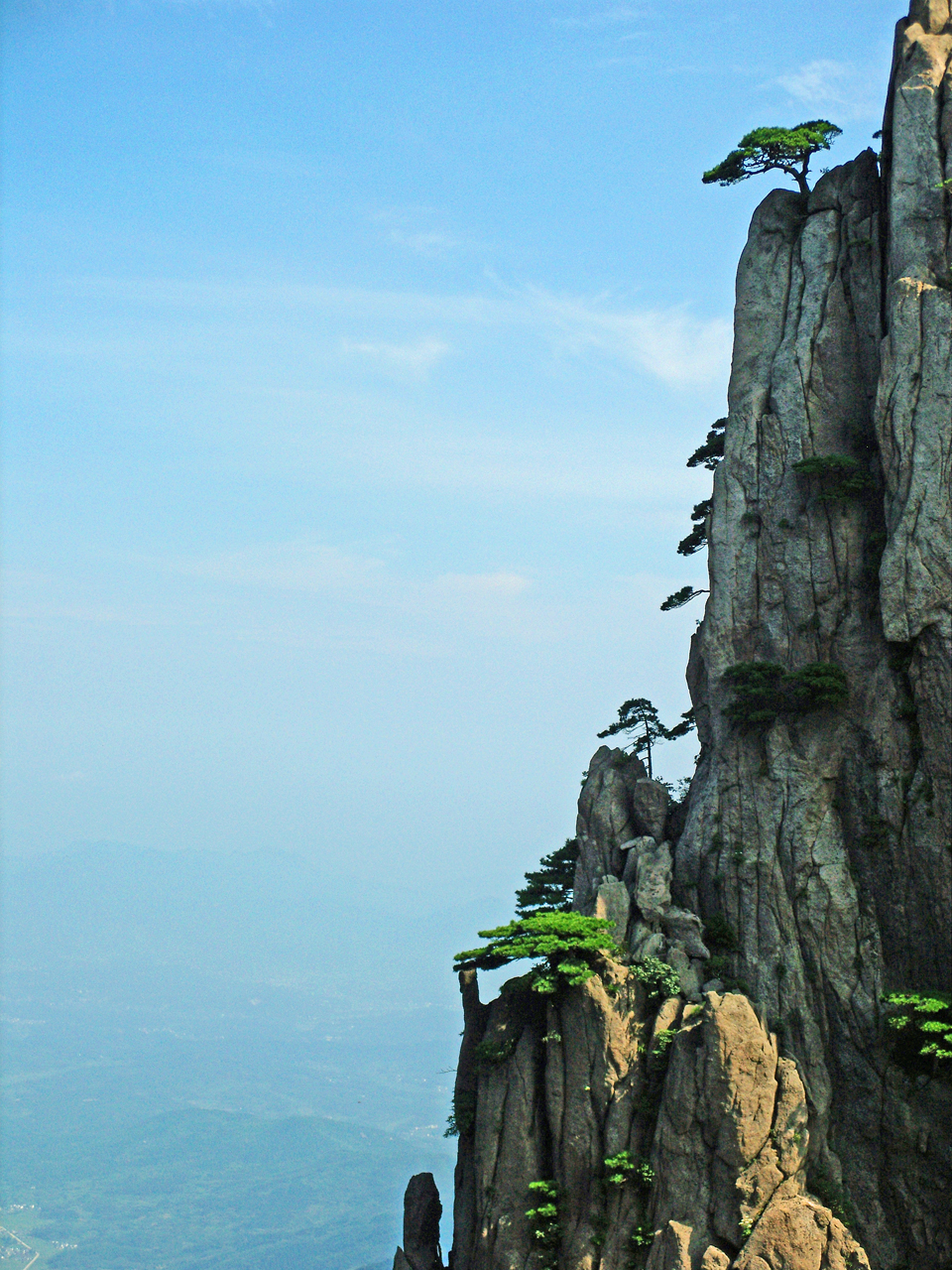
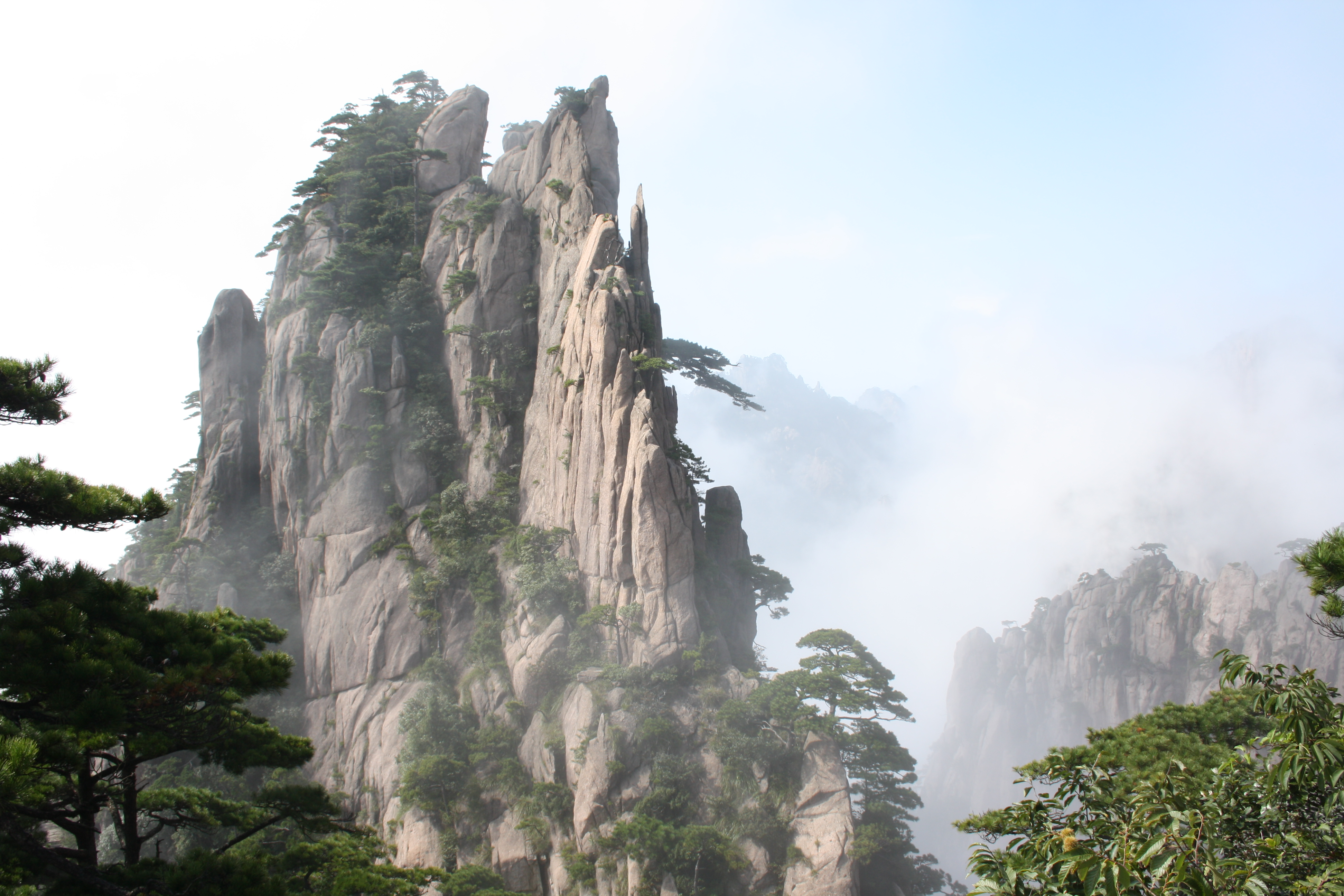
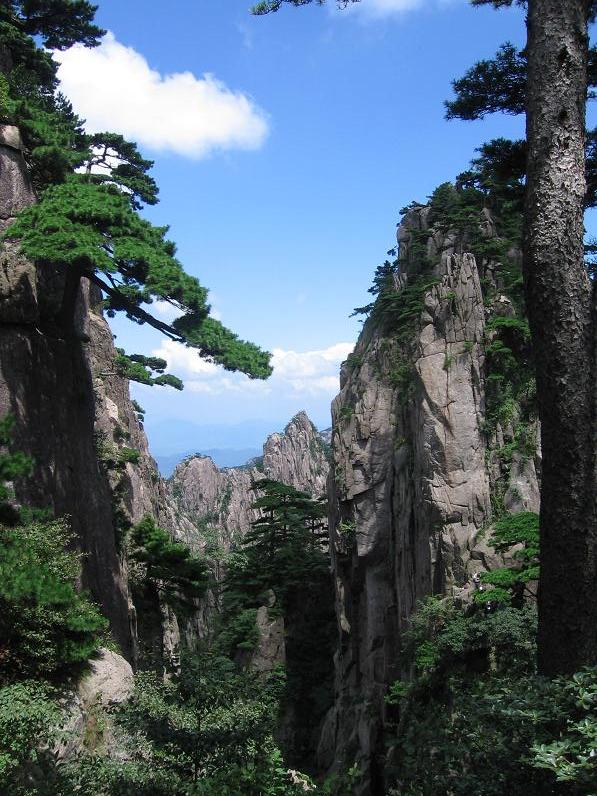
Pinus hwangshanensis, Huangshan tall växer på klipporna.
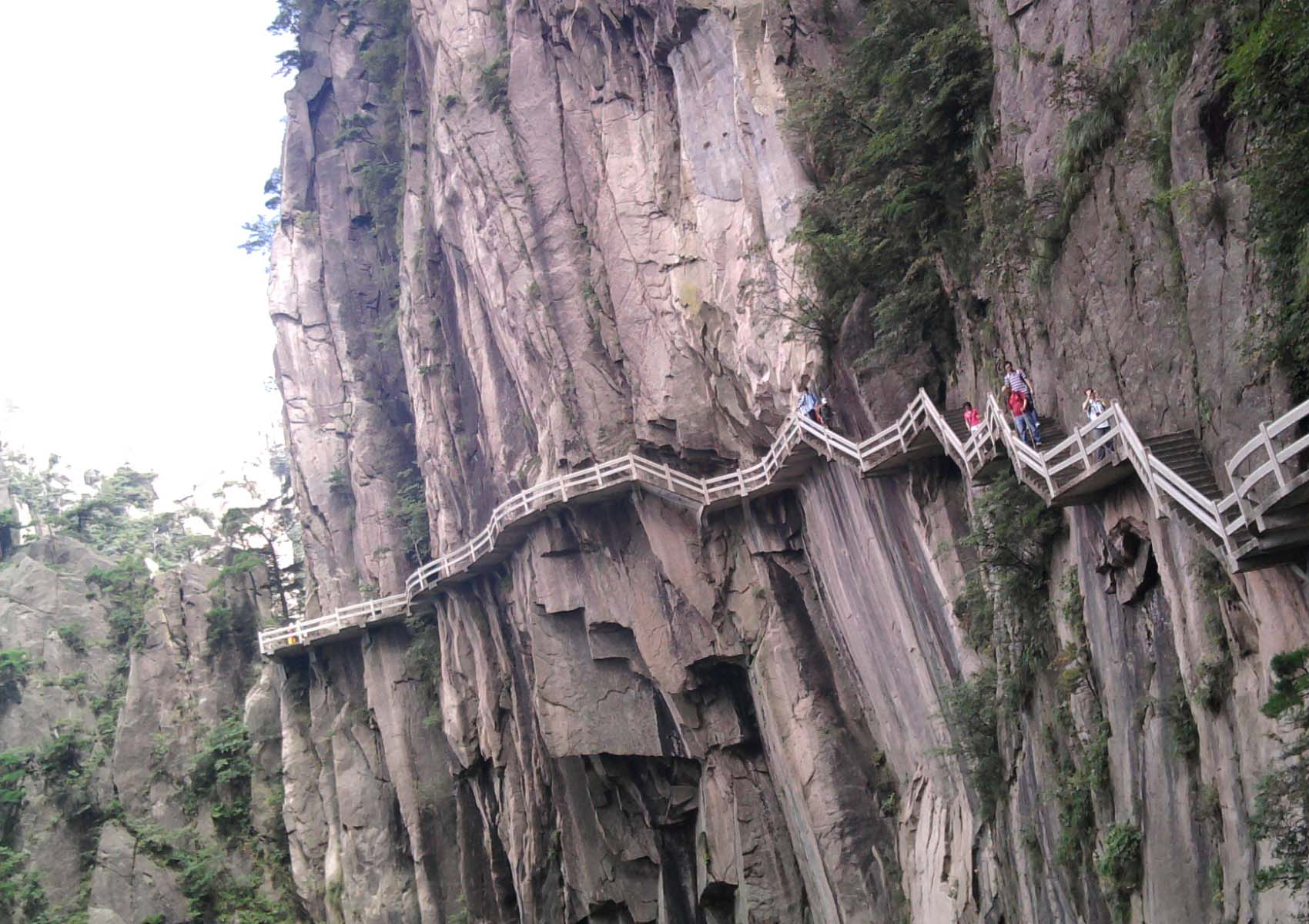
Trappor längs klippväggarna
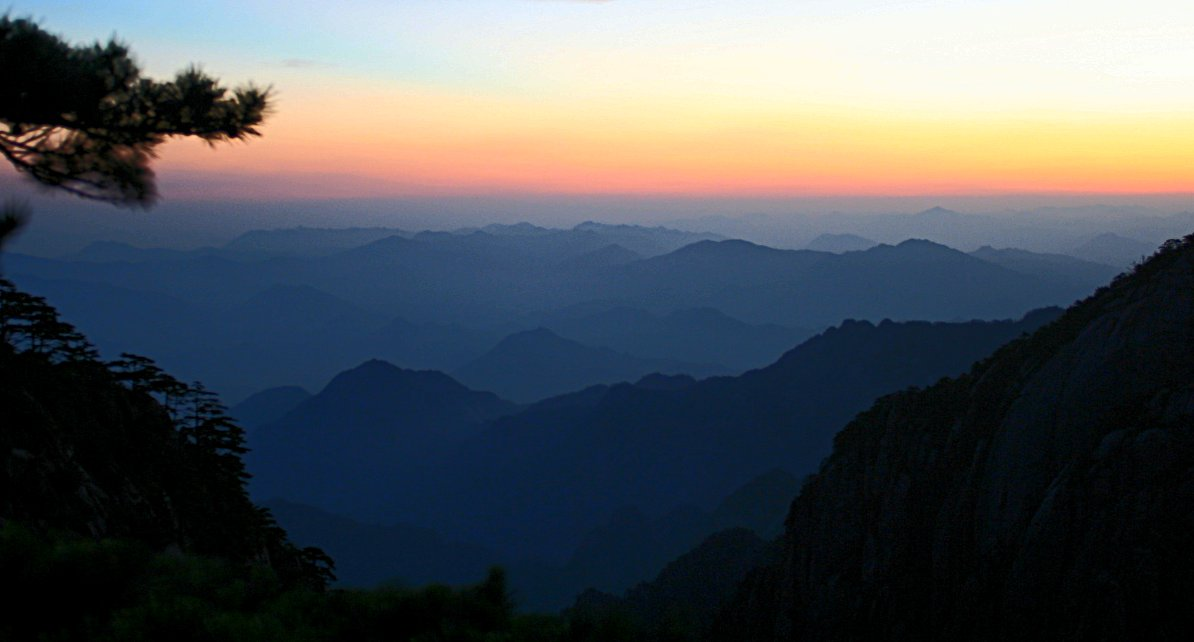
Soluppgång
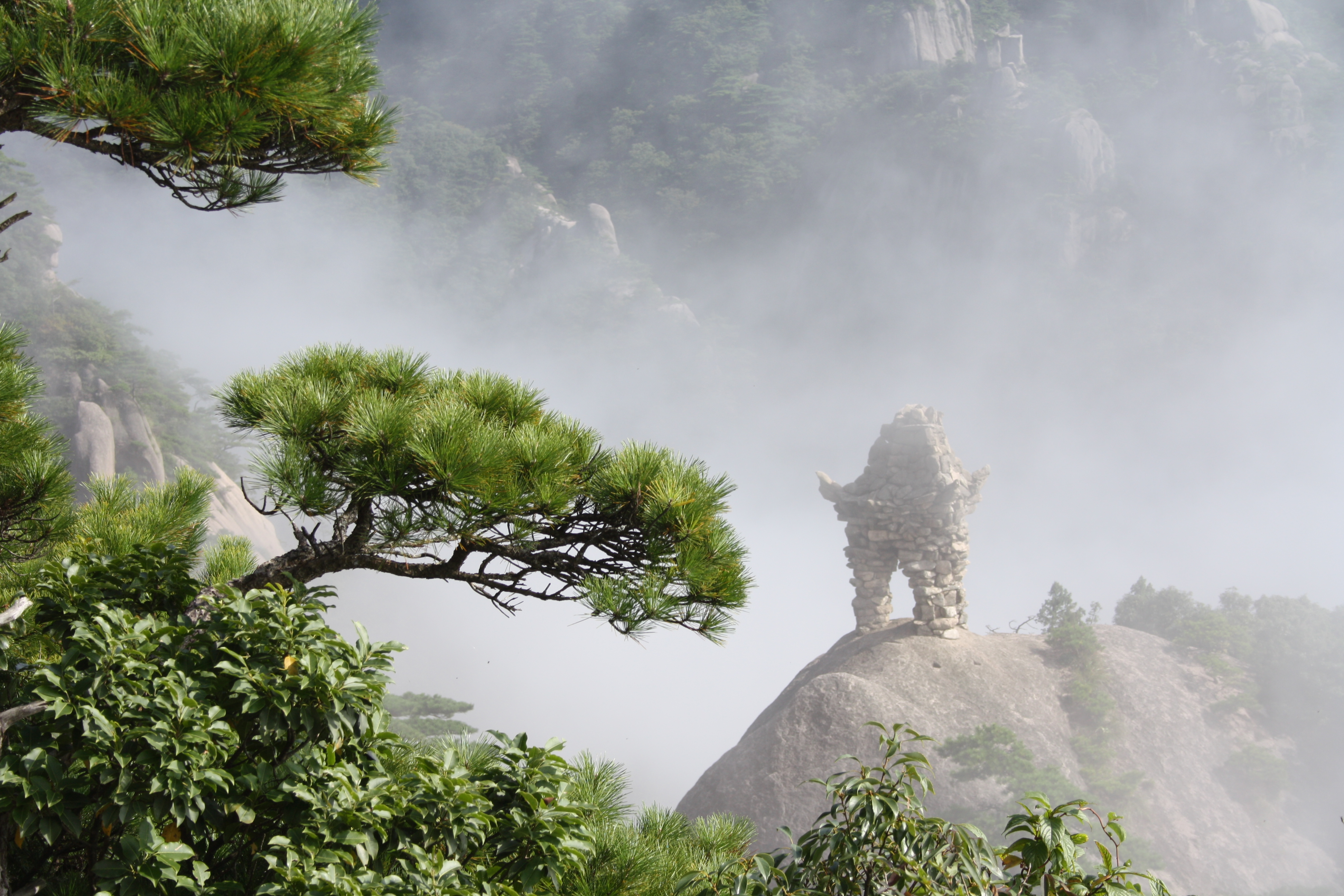
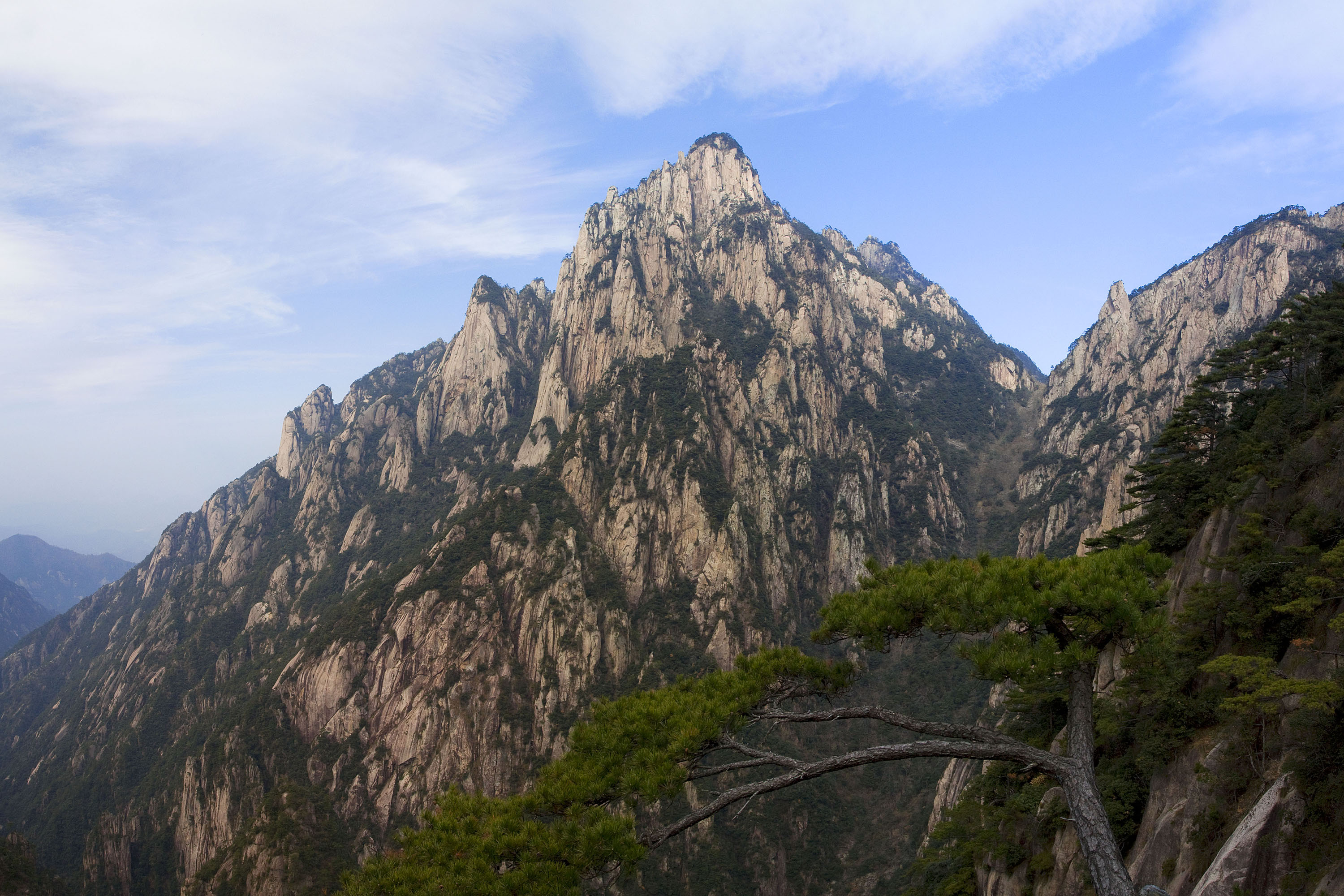
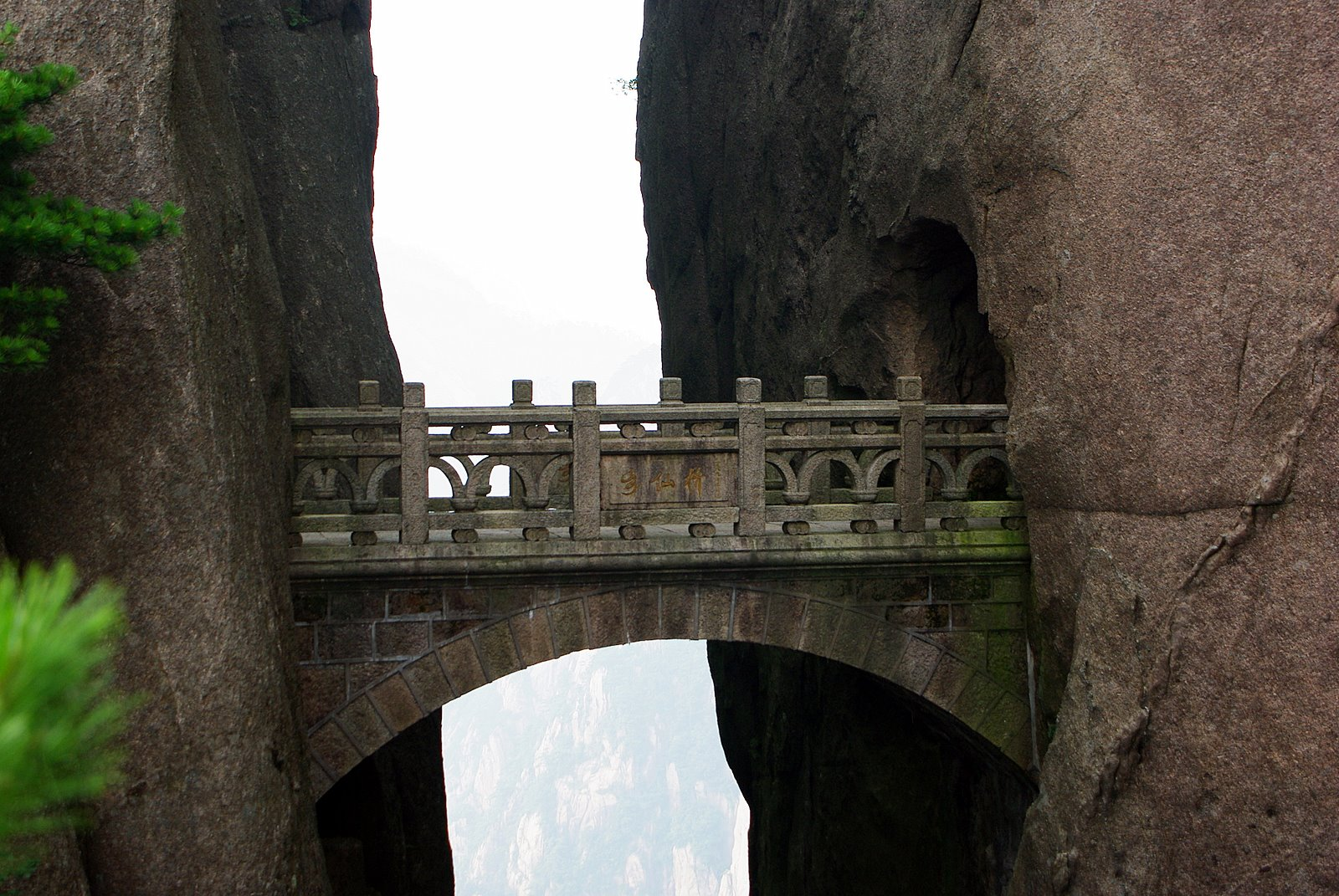
Buxianbron